# Fritz Löhner-Beda

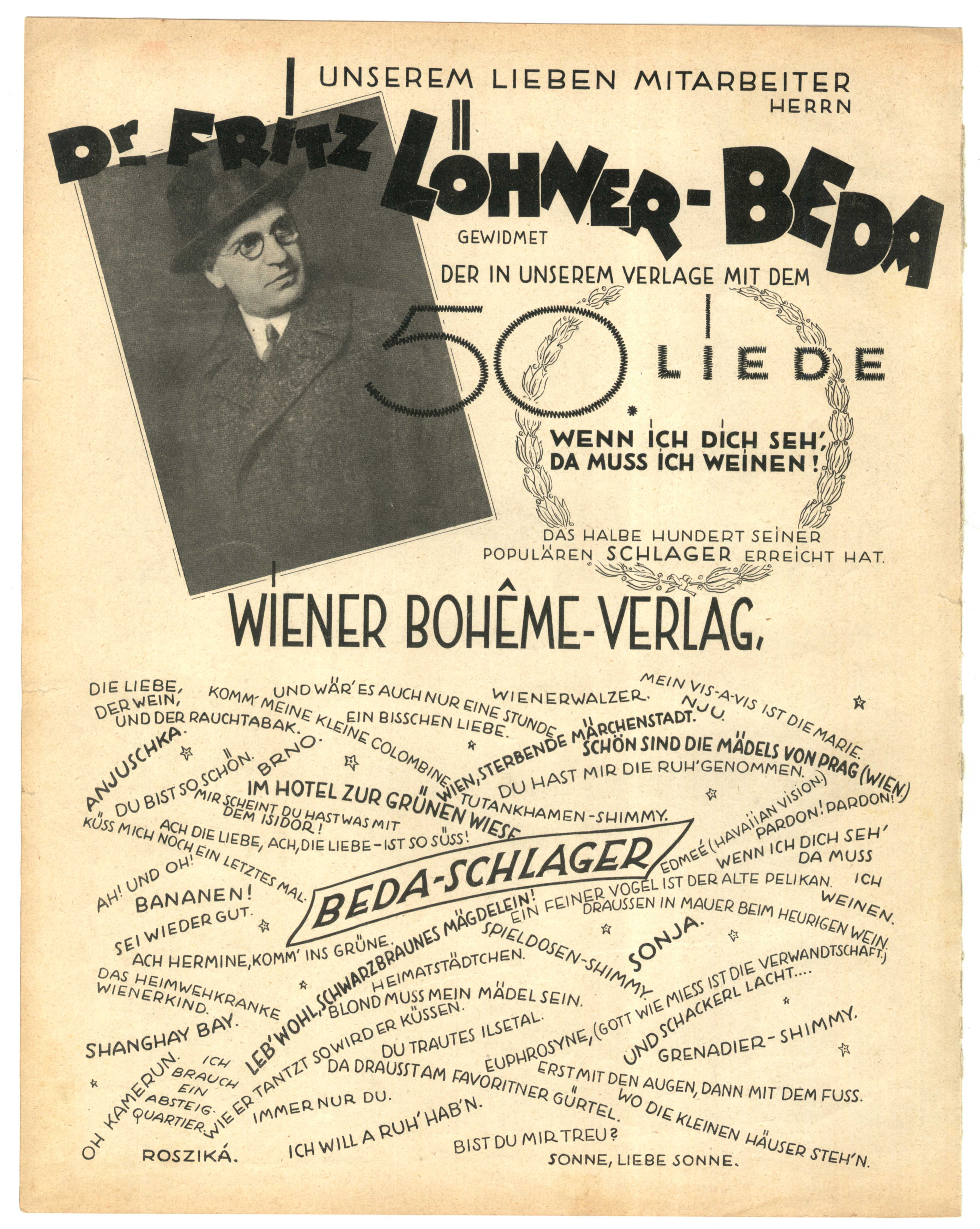
Plakat upamiętniający 50 szlagierów Löhnera-Bedy

Fritz Löhner-Beda (ur. 24 czerwca 1883 w Uściu nad Orlicą, zm. 4 grudnia 1942 w Auschwitz-Birkenau, podobóz Monowitz, pol. Monowice) – austriacki librecista operetkowy.
Fritz Löhner-Beda urodził się w 1883 roku w Kraju Sudetów. Ukończył studia germanistyczne i prawnicze. Zasłynął w Wiedniu dzięki publikowanym w prasie ciętym wierszom satyrycznym. Pisał też liryki i dramaty. Jego dramat o Oskarze Wildzie Król życia zwrócił na niego uwagę publiczności i krytyków. Zdobył duże powodzenie dzięki pisanym dla kabaretów szlagierom. Z czasem przeszedł do operetki pisząc dla Eyslera, Aschera i Stolza. Jednak prawdziwe sukcesy przyniosła mu współpraca z Lehárem pod koniec lat 20.
Po raz pierwszy zetknęli się w 1914 roku. Libretto napisanego wówczas przez Bedę Astronoma nie należało do szczególnie udanych. W 1928 roku po sukcesach Paganiniego  i Carewicza Beda zaproponował Lehárowi napisane wspólnie z wiedeńskim ginekologiem dr Ludwigiem Herzerem libretto Fryderyki, opowiadające o młodzieńczej miłości Goethego do córki pastora, Fryderyki Brion. Fryderyka okazała się kolejnym sukcesem operetkowym i zacieśniła współpracę spółki librecistów z Lehárem. W następnym roku Beda namówił kompozytora do przerobienia libretta Victora Léona do wystawionej w 1923 roku operetki Żółty kaftan. Beda z Herzerem oczyścili utwór z błędów, nadali mu żywsze tempo i przebudowali go konstrukcyjnie przyczyniając się w ten sposób do sukcesu jednej z najsłynniejszych operetek w historii gatunku: Krainy uśmiechu (1929).
Zachęceni powodzeniem przeróbki Żółtego kaftana Beda i Herzer postanowili w następnym roku przerobić napisanych w 1914 roku Nareszcie samych. Wystawiona 30 grudnia 1930 roku operetka Piękny jest świat nie okazała się jednak sukcesem. Nie udało się też powtórzyć wcześniejszych sukcesów napisaną dla Lehára wspólnie z Paulem Kneplerem komedią muzyczną Giuditta (1934). Krytycy zarzucali zresztą Löhnerowi-Bedzie, że kopiuje sam siebie pisząc libretta wedle stale tego samego schematu.
Po Anschlussie Austrii do Niemiec, Löhner-Beda z uwagi na swoje żydowskie pochodzenie został aresztowany w 1938 roku, torturowany w więzieniu i przewieziony do obozu Dachau, potem do Buchenwaldu. Zmarł w obozie Auschwitz-Birkenau w 1942 roku.